# Norops lionotus
Norops lionotus este o specie de șopârle din genul Norops, familia Polychrotidae, descrisă de Cope 1861. A fost clasificată de IUCN ca specie cu risc scăzut. Conform Catalogue of Life specia Norops lionotus nu are subspecii cunoscute.